# Тахипноэ
Тахипноэ, англ. tachypnea, tachypnoea (от tachy — часто и pnein — дышать) — учащённое поверхностное дыхание (свыше 20 в минуту для взрослого, 40 для младенца, 25 для 1-летнего; частота дыхательных движений зависит от возраста).
При тахипноэ воздух поступает преимущественно в «мёртвое» пространство, что приводит к альвеолярной гиповентиляции.
Тахипноэ развивается при отравлении ядовитыми и наркотическими веществами и газами, а также хладонами.
Тахипноэ у новорожденных может быть проявлением неонатального синдрома мокрого легкого, который требует поддерживающего лечения, или, реже, может быть проявлением серьёзного заболевания.

## Описание
Термин употребляется как минимум с 1896 г., тогда он определялся как «истерично-быстрое дыхание».
Тахипноэ наблюдается при лихорадке, застое в легких, ателектазе, пневмонии и других симптомах и заболеваниях.
Лёгкое тахипноэ у детей может быть свидетельством респираторной компенсации метаболического ацидоза, а не симптомом пульмональной патологии.
У новорожденных тахипноэ может быть проявлением преходящего (транзиторного) тахипноэ новорожденных (другое название — неонатальный синдром мокрого легкого), пневмонии, респираторного дистресса или сепсиса. После исключения других причин диагностируется преходящее тахипноэ новорожденных, которое проходит за 1−2 дня при поддерживающей терапии (кислород, реже искусственная вентиляция лёгких).

## Механизм возникновения
Тахипноэ возникает в результате усиленной стимуляции дыхательного центра при гиперкапнии, гипоксемии и повышении концентрации протонов (рефлекс с хеморецепторов, БАР и МАР воздухоносных путей и паренхимы лёгких).
Преходящее тахипноэ новорожденных возникает, предположительно, из-за задержки очищения легких от жидкости, которое в норме происходит при родах.